# Dennis Erickson
Dennis Erickson (Everett, 24 marzo 1947) è un allenatore di football americano statunitense che ha allenato nella NCAA, nella National Football League (NFL) e nella Alliance of American Football.

## Carriera da allenatore
Erickson è stato il capo-allenatore dell'Università dell'Idaho (1982–1985, 2006), della University of Wyoming (1986), della Washington State University (1987–1988), della University of Miami (1989–1994), della Oregon State University (1999–2002) e della Arizona State University (2007–2011). Nella National Football League ha allenato i Seattle Seahawks (1995–1998) e i San Francisco 49ers (2003–2004), terminando con un bilancio complessivo di 40 vittorie e 56 sconfitte . Durante i suoi anni a Miami, Erickson ha guidato gli Hurricanes a due vittorie del campionato NCAA, nel 1989 e nel 1991.

## Palmarès
- Campione NCAA: 2

Miami Hurricanes: 1989, 1991
- College Football Hall of Fame